# Arthur Hotaling
Arthur Hotaling (3 de fevereiro de 1873 — 13 de julho de 1938) foi um diretor norte-americano, produtor e escritor. Ele dirigiu 113 filmes entre 1910 e 1928.